# Вилла Лигниц

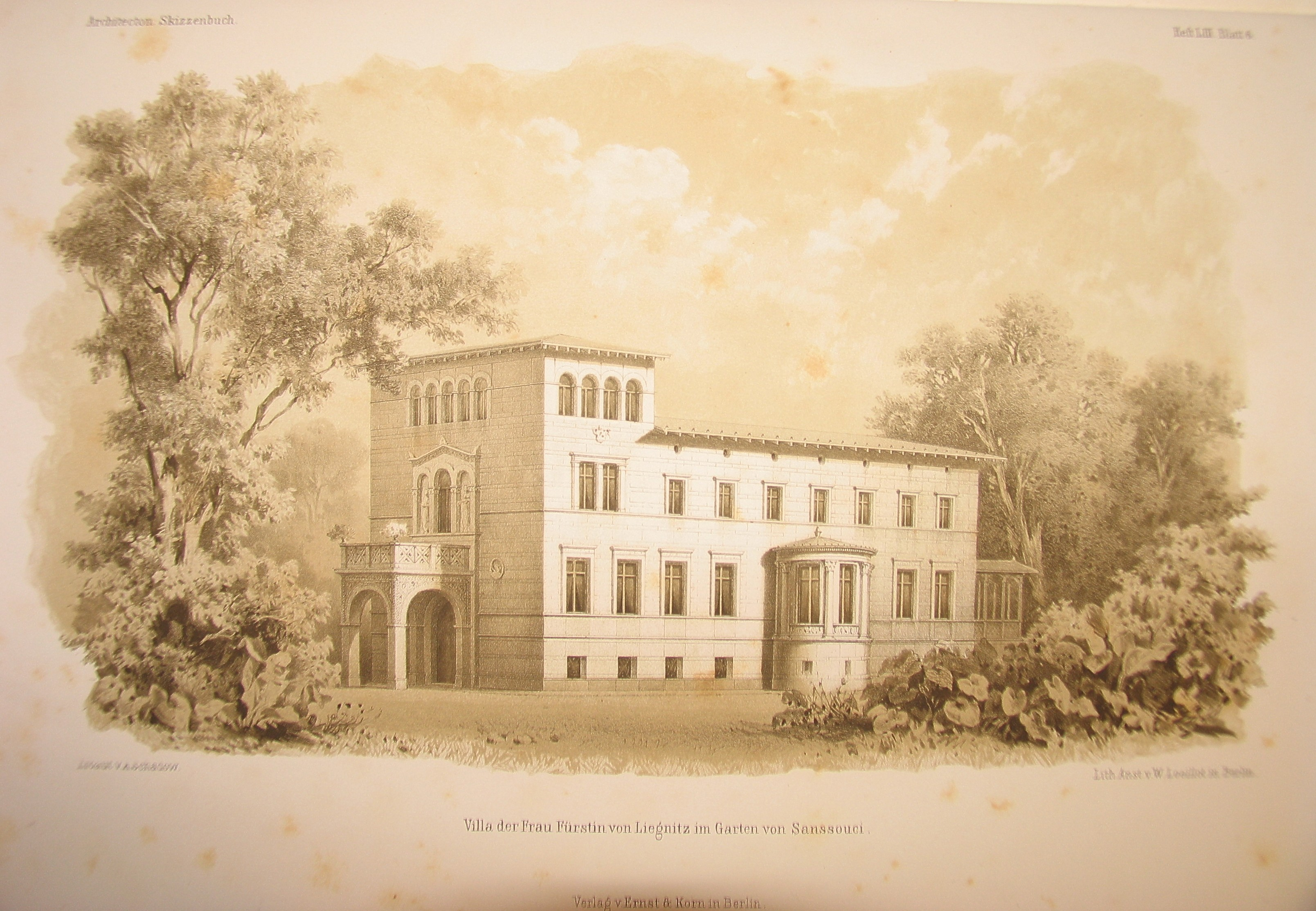
Историческое изображение виллы Лигниц

Вилла Лигниц (нем. Villa Liegnitz) расположена у границы парка Сан-Суси в Потсдаме. В своём современном облике вилла была построена в 1841 году Альбертом Дитрихом Шадовом. Вилла носит имя второй морганатической супруги короля Пруссии Фридриха Вильгельма III Августы фон Гаррах, княгини Лигницкой, для которой здание было возведено и где она проживала несколько десятилетий.
После ликвидации монархии в Германии вилла досталась принцу Августу Вильгельму Прусскому, в 1945 году была национализирована. Во времена ГДР в вилле Лигниц в 1950 году открылся детский дом, затем в здании работал зоологический институт. В настоящее время используется в качестве служебного здания Фонда прусских дворцов и садов и в будущем будет отреставрировано.